# Stulln
Stulln là một đô thị tại huyện Schwandorf bang Bayern, Đức.